# Período Tudor

A rosa vermelha e branca da Casa de Tudor.

Na Inglaterra e no País de Gales, o Período Tudor ocorreu entre 1485 e 1603, incluindo a era elisabetana durante o reinado de Elizabeth I (1558–1603). O período Tudor coincide com a dinastia da Casa de Tudor na Inglaterra, que começou com o reinado de Henrique VII. Sob a dinastia Tudor, a arte, a arquitetura, o comércio, a exploração e o comércio floresceram. O historiador John Guy (1988) argumentou que "a Inglaterra era economicamente mais saudável, mais cara e mais otimista sob os Tudors" do que em qualquer outro momento desde a ocupação romana.

## População e economia
Após a Peste Negra (1348) e a depressão agrícola do final do século XV, a população da Inglaterra começou a aumentar. Em 1520, era cerca de 2,3 milhões. Em 1600, quase dobrou para 4 milhões. A população crescente estimulou o crescimento econômico, acelerou a comercialização da agricultura, aumentou a produção e exportação de lã, encorajou o comércio e promoveu o crescimento de Londres.
Os altos salários e a abundância de terras disponíveis vistos no final do século XV e início do século XVI foram substituídos por baixos salários e escassez de terras. Várias pressões inflacionárias, talvez devido a um influxo de ouro do Novo Mundo e uma população crescente, prepararam o cenário para a convulsão social, com o abismo entre ricos e pobres aumentando. Este foi um período de mudanças significativas para a maioria da população rural, com os senhores feudais iniciando o processo de cercamento de terras de aldeias que antes estavam abertas a todos.

## Reforma Inglesa
A Reforma transformou a religião inglesa durante o período Tudor. Os cinco soberanos, Henrique VII, Henrique VIII, Eduardo VI, Maria I e Elizabeth I, tinham abordagens totalmente diferentes, com Henrique VIII substituindo o Papa como chefe da Igreja da Inglaterra, mas mantendo as doutrinas católicas, Eduardo impondo um protestantismo muito rigoroso, Maria tentando restabelecer o catolicismo e Elizabeth chegando a uma posição de compromisso que definiu a Igreja da Inglaterra não exatamente protestante. Tudo começou com as demandas insistentes de Henrique VIII por uma anulação de seu casamento que o Papa Clemente VII se recusou a conceder.
Os historiadores concordam que o grande tema da história dos Tudor foi a Reforma, a transformação da Inglaterra do catolicismo para o protestantismo. Os principais eventos, mudanças constitucionais e atores em nível nacional são conhecidos há muito tempo, e as principais controvérsias sobre eles foram amplamente resolvidas. Os historiadores até o final do século XX pensavam que as causas eram uma insatisfação generalizada ou mesmo desgosto com os males, corrupções, fracassos e contradições da religião estabelecida, estabelecendo um tom de anticlericalismo que indicava uma correção para a reforma. Uma influência secundária foi o impacto intelectual de certos reformadores ingleses, como o impacto de longo prazo de John Wycliffe (1328–1384) e seu movimento de reforma "Lolardia", juntamente com uma corrente de tratados e panfletos da Reforma de Martinho Lutero, João Calvino e outros reformadores no continente. A interpretação de Geoffrey Elton em 1960 é representativa da interpretação ortodoxa. Ele argumentou que:

A situação existente mostrou-se insustentável porque os leigos temiam, ressentiam-se e desprezavam muito a Igreja, os seus oficiais, os seus tribunais e a sua riqueza. ... Um baixo clero pobre e ignorante, bispos e abades ricos, uma ampla ramificação de jurisdição, uma mistura de altas reivindicações e baixas ações não geravam respeito ou amor entre os leigos.

Historiadores sociais após 1960 investigaram a religião inglesa em nível local e descobriram que a insatisfação não tinha sido tão generalizada. O movimento lolardico havia expirado em grande parte, e a panfletagem dos reformadores continentais dificilmente alcançava além de alguns acadêmicos da Universidade de Cambridge — o rei Henrique VIII havia denunciado vigorosa e publicamente as heresias de Lutero. Mais importante, a Igreja Católica estava em uma condição forte em 1500. A Inglaterra era devotamente católica, era leal ao Papa, as paróquias locais atraíam forte apoio financeiro local, os serviços religiosos eram bastante populares tanto na missa dominical quanto nas devoções familiares. Reclamações sobre os mosteiros e os bispos eram incomuns. Os reis apoiavam os papas e, quando Lutero apareceu em cena, a Inglaterra estava entre os maiores apoiadores do catolicismo ortodoxo e parecia um lugar muito improvável para uma revolução religiosa.

## Governo Tudor

### Henrique VII: 1485–1509
Henrique VII, fundador da Casa de Tudor, tornou-se Rei da Inglaterra ao derrotar o Rei Ricardo III na Batalha de Bosworth Field, o ponto culminante das Guerras das Rosas. Henrique se envolveu em uma série de iniciativas administrativas, econômicas e diplomáticas. Ele prestou muita atenção aos detalhes e, em vez de gastar generosamente, concentrou-se em levantar novas receitas. Seus novos impostos eram impopulares e, quando Henrique VIII o sucedeu, ele executou os dois cobradores de impostos mais odiados de Henrique VII.

### Henrique VIII: 1509-1547
Henrique VIII, extravagante, enérgico, militarista e obstinado, continua sendo um dos reis mais visíveis da Inglaterra, principalmente por causa de seus seis casamentos, todos projetados para produzir um herdeiro homem, e sua pesada retribuição na execução de muitos altos funcionários e aristocratas. Na política externa, ele se concentrou em lutar contra a França — com sucesso mínimo — e teve que lidar com a Escócia, a Espanha e o Sacro Império Romano, muitas vezes com mobilização militar ou guerra real altamente dispendiosa que levou a altos impostos. O principal sucesso militar veio sobre a Escócia.
O principal desenvolvimento político foi a tomada de controle total da Igreja da Inglaterra por Henrique. Isso ocorreu após sua ruptura com Roma, causada pela recusa do Papa em anular seu casamento original. Henrique introduziu, assim, uma variação muito branda da Reforma Protestante. Houve dois aspectos principais. Primeiro, Henrique rejeitou o Papa como chefe da Igreja na Inglaterra, insistindo que a soberania nacional exigia a supremacia absoluta do rei. Henrique trabalhou em estreita colaboração com o Parlamento na aprovação de uma série de leis que implementaram a ruptura. Os ingleses não podiam mais apelar para Roma. Todas as decisões deveriam ser tomadas na Inglaterra, em última análise, pelo próprio Rei e, na prática, por assessores importantes como o Cardeal Wolsey e Thomas Cromwell. O Parlamento se mostrou altamente favorável, com pouca discordância. Os movimentos decisivos vieram com o Ato de Supremacia em 1534, que tornou o rei o protetor e único chefe supremo da igreja e do clero da Inglaterra.
Depois que Henrique impôs uma multa pesada aos bispos, quase todos obedeceram. As leis de traição foram muito fortalecidas para que a dissidência verbal sozinha fosse considerada traição. Houve algumas rebeliões populares de curta duração que foram rapidamente suprimidas. O nível da liga em termos de aristocracia e Igreja foi favorável. As principais recusas altamente visíveis vieram do bispo John Fisher e do chanceler Thomas More; ambos foram executados. Entre os aristocratas seniores, os problemas vieram da família Pole, que apoiava Reginald Pole, que estava exilado na Europa continental. Henrique destruiu o resto da família, executando seus líderes e confiscando todas as suas propriedades. O segundo estágio envolveu a apreensão dos mosteiros. Os mosteiros que operavam instituições religiosas e de caridade foram fechados, os monges e freiras foram aposentados e as terras valiosas foram vendidas a amigos do rei, produzindo assim uma grande e rica classe nobre que apoiava Henrique. Em termos de teologia e ritual, houve pouca mudança, pois Henrique queria manter a maioria dos elementos do catolicismo e detestava as "heresias" de Martinho Lutero e dos outros reformadores.

#### Pai da Marinha Real
O biógrafo J.J. Scarisbrick diz que Henrique VIII merecia seu título tradicional de "Pai da Marinha Inglesa". Tornou-se sua arma pessoal. Ele herdou sete pequenos navios de guerra de seu pai e acrescentou mais duas dúzias em 1514. Além dos construídos na Inglaterra, ele comprou navios de guerra italianos e hanseáticos. Em março de 1513, ele orgulhosamente observou sua frota navegar pelo Tâmisa sob o comando de Sir Edmund Howard. Foi a força naval mais poderosa até o momento na história inglesa: 24 navios liderados pelo "Henry Imperial" de 1600 toneladas; a frota transportava 5000 fuzileiros navais de combate e 3000 marinheiros. Forçou a frota francesa em menor número a voltar para seus portos, assumiu o controle do Canal da Mancha e bloqueou Brest.
Henrique VIII foi o primeiro rei a organizar a marinha como uma força permanente, com uma estrutura administrativa e logística permanente, financiada por receitas fiscais. Sua atenção pessoal estava concentrada em terra, onde fundou os estaleiros reais, plantou árvores para construção naval, promulgou leis para navegação terrestre, guardou o litoral com fortificações, montou uma escola de navegação e designou as funções de oficiais e marinheiros. Ele supervisionou de perto a construção de todos os seus navios de guerra e suas armas, conhecendo seus projetos, velocidade, tonelagem, armamentos e táticas de batalha. Ele encorajou seus arquitetos navais, que aperfeiçoaram a técnica italiana de montar armas na cintura do navio, abaixando assim o centro de gravidade e tornando-o uma plataforma melhor. Ele supervisionou os menores detalhes e não gostava de nada mais do que presidir o lançamento de um novo navio. Ele drenou seu tesouro em assuntos militares e navais, desviando as receitas de novos impostos e das vendas de terras dos mosteiros.

#### Cardeal Wolsey
Sara Nair James diz que entre 1515 e 1529, o cardeal Thomas Wolsey, "seria o homem mais poderoso da Inglaterra, exceto, possivelmente, o rei". O historiador John Guy explica os métodos de Wolsey:
Somente nos aspectos mais amplos ele [o rei] estava tomando decisões independentes... Foi Wolsey quem quase invariavelmente calculou as opções disponíveis e as classificou para consideração real; quem estabeleceu os parâmetros de cada debate sucessivo; quem controlou o fluxo de informações oficiais; quem selecionou os secretários do rei, funcionários de nível médio e juízes de paz; e quem promulgou decisões que ele próprio havia amplamente moldado, se não rigorosamente tomado.
Operando com o firme apoio do rei e com poderes especiais sobre a igreja dados pelo Papa, Wolsey dominou os assuntos cívicos, a administração, a lei, a igreja e a política externa. Ele era incrivelmente enérgico e de longo alcance. Em termos de realizações, ele construiu uma grande fortuna para si mesmo e foi um grande benfeitor das artes, humanidades e educação. Ele projetou inúmeras reformas, mas no final o governo inglês não mudou muito. Apesar de todas as promessas, houve muito pouca realização digna de nota. Da perspectiva do rei, seu maior fracasso foi a incapacidade de se divorciar quando Henrique VIII precisou de uma nova esposa para lhe dar um filho que seria o herdeiro indiscutível do trono. Os historiadores concordam que Wolsey foi uma decepção. No final, ele conspirou com os inimigos de Henrique e morreu de causas naturais antes que pudesse ser decapitado.

#### Thomas Cromwell
O historiador Geoffrey Elton argumentou que Thomas Cromwell, que foi o primeiro-ministro de Henrique VIII de 1532 a 1540, não apenas removeu o controle da Igreja da Inglaterra das mãos do Papa, mas transformou a Inglaterra com um governo moderno e burocrático sem precedentes. Cromwell (1485–1540) substituiu o governo medieval como gestão doméstica. Cromwell introduziu reformas na administração que delinearam a casa do rei do estado e criaram uma administração moderna. Ele injetou o poder Tudor nos cantos mais escuros do reino e alterou radicalmente o papel do Parlamento da Inglaterra. Essa transição aconteceu na década de 1530, argumentou Elton, e deve ser considerada parte de uma revolução planejada. O ponto de Elton era que antes de Cromwell o reino poderia ser visto como a propriedade privada do rei em grande escala, onde a maior parte da administração era feita pelos servos domésticos do rei em vez de escritórios estaduais separados. Ao planejar essas reformas, Cromwell lançou as bases da estabilidade e do sucesso futuro da Inglaterra. A sorte de Cromwell acabou quando ele escolheu a noiva errada para o rei; ele foi decapitado por traição. Mais recentemente, historiadores enfatizaram que o rei e outros também desempenharam papéis poderosos.

#### Dissolução dos Mosteiros:  1536–1545
O rei tinha uma renda anual de cerca de £ 100.000, mas precisava de muito mais para suprimir rebeliões e financiar suas aventuras no exterior. Em 1533, por exemplo, as despesas militares na fronteira norte custaram £ 25.000, enquanto a rebelião de 1534 na Irlanda custou £ 38.000. Suprimir a Peregrinação da Graça custou £ 50.000, e os novos palácios do rei eram caros. Enquanto isso, a receita alfandegária estava diminuindo. A Igreja tinha uma receita anual de cerca de £ 300.000; um novo imposto de 10% foi imposto, o que rendeu cerca de £ 30.000. Para obter somas ainda maiores, foi proposto confiscar as terras de propriedade dos mosteiros, algumas das quais os monges cultivavam e a maioria das quais era arrendada à nobreza local. Tomar posse significava que os aluguéis iam para o rei. A venda da terra para a pequena nobreza a um preço de banana trouxe £ 1 milhão em receita única e deu à pequena nobreza uma participação na administração. Os pagamentos clericais de First Fruits e Tenths, que antes iam para o papa, agora iam para o rei. Ao todo, entre 1536 e a morte de Henrique, seu governo arrecadou £ 1,3 milhão; esse enorme influxo de dinheiro fez com que Cromwell mudasse o sistema financeiro da Coroa para administrar o dinheiro. Ele criou um novo departamento de estado e um novo funcionário para coletar os lucros da dissolução e das First Fruits e Tenths. O Tribunal de Aumentos e o número de departamentos significavam um número crescente de funcionários, o que tornava a gestão da receita uma atividade importante. O novo sistema de Cromwell era altamente eficiente, com muito menos corrupção ou pagamentos secretos ou suborno do que antes. Sua desvantagem era a multiplicação de departamentos cujo único agente unificador era Cromwell; sua queda causou confusão e incerteza; a solução foi uma dependência ainda maior das instituições burocráticas e do novo Conselho Privado.

### Eduardo VI: 1547–1553
Embora Henrique tivesse apenas 50 e poucos anos, sua saúde se deteriorou rapidamente em 1546. Na época, a facção conservadora, liderada pelo bispo Stephen Gardiner e Thomas Howard, 3º duque de Norfolk, que se opunha à reforma religiosa, parecia estar no poder e estava pronta para assumir o controle da regência do menino de nove anos que era herdeiro do trono. No entanto, quando o rei morreu, as facções pró-reforma repentinamente tomaram o controle do novo rei e do Conselho de Regência, sob a liderança de Edward Seymour. O bispo Gardiner foi desacreditado e o duque de Norfolk foi preso por todo o reinado do novo rei.

### Maria I: 1553–1558
Mary era filha de Henrique VIII com Catarina de Aragão (a primeira esposa); ela se identificava intimamente com sua herança católica espanhola. Ela era a próxima na linha de sucessão ao trono. No entanto, em 1553, quando Eduardo VI estava morrendo, ele e o duque de Northumberland conspiraram para fazer de sua prima em primeiro grau, Lady Jane Grey, a nova monarca. Northumberland queria manter o controle do governo e promover o protestantismo. Eduardo assinou um acordo para alterar a sucessão, mas isso não era legal, pois apenas o Parlamento poderia alterar seus próprios atos. O Conselho Privado de Eduardo manteve sua morte em segredo por três dias para instalar Lady Jane, mas Northumberland havia negligenciado assumir o controle da princesa Mary. Ela fugiu e organizou um grupo de apoiadores, que a proclamaram rainha em todo o país. O Conselho Privado abandonou Northumberland e proclamou Mary como soberana após nove dias da pretensa Jane Grey. A rainha Mary aprisionou Lady Jane e executou Northumberland.

### Elizabeth I: 1558–1603
Os historiadores frequentemente descrevem o reinado de Elizabeth I como a era de ouro da história inglesa em termos de desenvolvimento político, social e cultural, e em comparação com a Europa Continental. Chamá-la de "Gloriana" e usar o símbolo da Britânia a partir de 1572, marcou a era elizabetana como um renascimento que inspirou orgulho nacional por meio de ideais clássicos, expansão internacional e triunfo naval sobre os odiados e temidos espanhóis.
O reinado de Elizabeth marca o ponto de virada decisivo na história religiosa inglesa, já que uma nação predominantemente católica no início de seu reinado era predominantemente protestante no final. Embora Elizabeth tenha executado 250 padres católicos, ela também executou alguns puritanos extremistas e, no geral, buscou uma posição moderadamente conservadora que misturava o controle real da igreja (sem papel do povo), combinado com o ritual predominantemente católico e uma teologia predominantemente calvinista.

### Escócia e Maria, Rainha dos Escoceses